# Samsung Galaxy S7

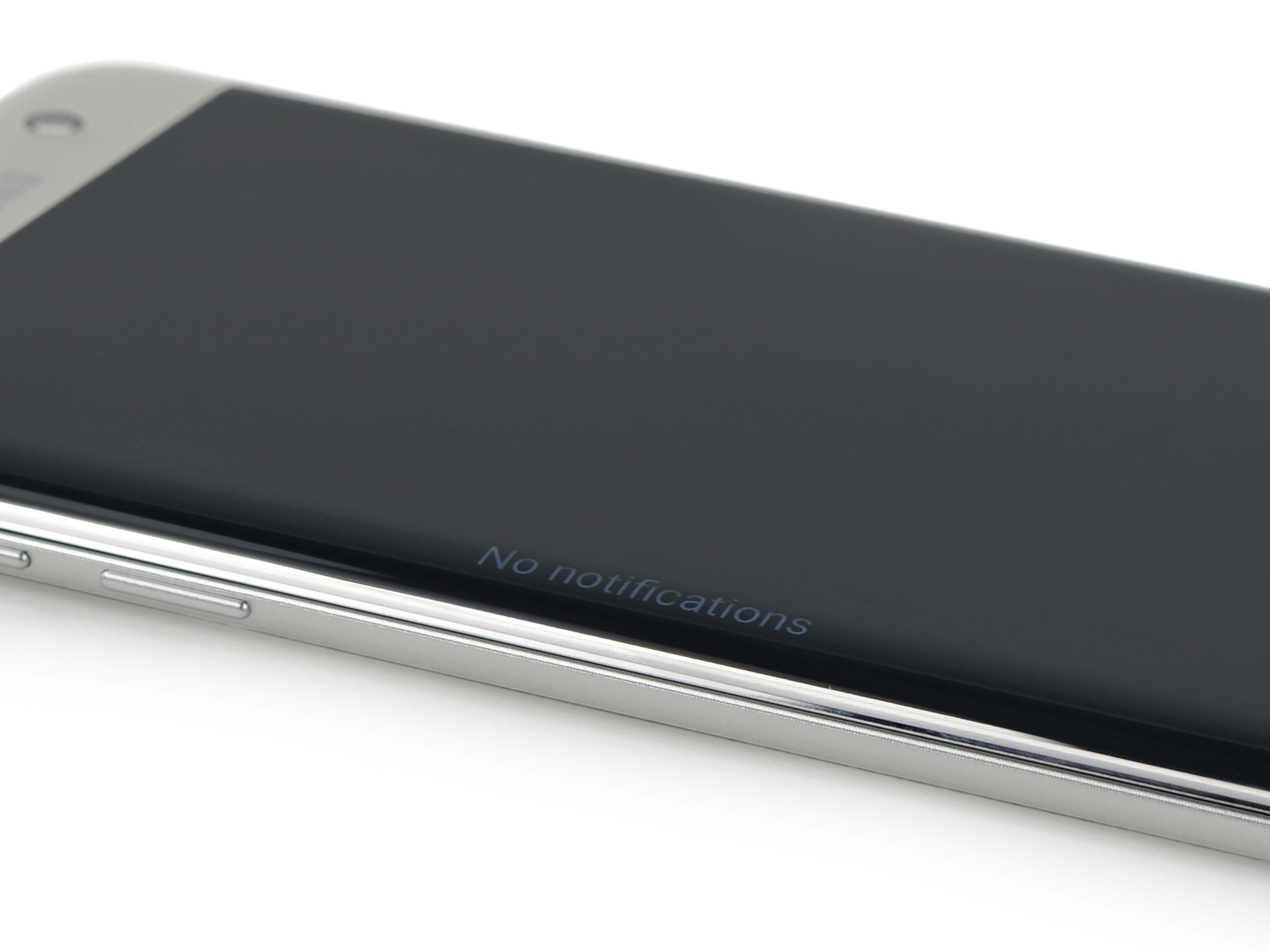
Samsung Galaxy S7 Edge

Samsung Galaxy S7 este un smartphone, pe care producătorul Samsung l-a prezentat pe 21 februarie 2016, înaintea începerii GSMA Mobile World Congress din Barcelona, în același timp, cu  Galaxy S7 Edge. Galaxy S7 și Galaxy S7 Edge sunt succesorii Samsung Galaxy S6 din seria Samsung Galaxy.

## Tehnologie
La prima vedere, Galaxy S7 și Galaxy S7 Edge incorporează upgrade-uri importante aduse Galaxy S6 și Galaxy S6 Edge, dar aspectul general al portabilelor este foarte similar. Opinia generală a celor prezenți la fața locului a fost că acestea sunt cu siguranță niște smartphone-uri de top, cu configurații hardware de actualitate, dar nu reinvetează rețeta introdusă în 2015.
La fel ca Galaxy S5, Samsung Galaxy S7 are o caracteristică de palmier care permite utilizatorilor să ia capturi de ecran ale telefonului lor. Am văzut că această caracteristică a fost implantată la alte smartphone-uri din seria G, lansate după Samsung Galaxy S5. .
Galaxy S7 și Galaxy S7 Edge, în ceea ce privește configurația hardware și software, sunt foarte asemănătoare. Ambele vin preinstalate cu Android 6.0 Marshmallow, iar în comerț vor ajunge cu două variante de soluții de procesare. În funcție de locul de pe glob, se poate achiziționa un S7 sau S7 Edge cu un Qualcomm Snapdragon 820, format din patru core-uri la 2,15 GHz și patru core-uri la 1,6GHz sau cu un chipset Samsung Exynos similar ca performanță. Cantitatea de memorie în fiecare din cazuri va fi egală, 4GB RAM. Spre deosebire de anii trecuți, noile Galaxy S nu vor fi lansate decât într-o singură variantă de memorie internă - 32GB. Motivul pentru această limitare este că suportă extinderea spațiului de stocare cu carduri microSD de până la 200GB. Suportul pentru carduri microSD a lipsit din Galaxy S6 și S6 Edge, dar a fost prezent cu un an înainte în Galaxy S5.

### Cameră
Partea de captură foto, în ambele cazuri, deși poate fi redusă la un downgrade a numărului de megapixeli, de la 16 megapixeli anul trecut, la 12 megapixeli în modele de anul acesta, se reflectă în poze mai luminoase și de calitate mai bună în condiții de iluminare scăzută. Diafragma de f/1.7 permite mai multă lumină decât în cazul Galaxy S6 și Galaxy S6 Edge. Autofocusul este foarte rapid în cazul ambelor telefoane de top lansate de Samsung în 2016 datorită unei noi tehnologii proprietare intitulate Dual Pixel. 

### Design
În ceea ce privește designul, Galaxy S7 și Galaxy S7 Edge au un spate curbat pe margini, particularitate care se reflectă într-un confort sporit la manipularea cu o singură mână. Certificate IP68, telefoanele sunt rezistente la apă pentru 30 de minute la maxim un metru adâncime. 

### Ecran
Față de 2015, când S6 și S6 Edge erau similare în privința diagonalei ecranului, S7 și S7 Edge au în comun doar panoul Super AMOLED de rezoluție QHD. Galaxy S7 are o diagonală de 5,1 inci, în timp ce S7 Edge este un pic mare, 5,5 inci. Prin intermediul unui sistem foarte similar cu cel introdus de LG prin modelul V10, telefoanele au o secțiune de pe ecran ,,Always on”. Această particularitate se traduce prin afișarea permanentă a orei, datei și anumitor notificări, fără nici un fel de intervenție din partea utilizatorului și cu un consum minim de energie. La fel în ca urmă cu 12 luni, S7 Edge are un ecran curbat în jurul marginii telefonului, element de design care deschide porțile către notificări servite într-un mod original și noi moduri de interacțiune cu interfața. 

### Acumulator
Galaxy S7 și Galaxy S7 Edge sunt telefoanelele cu cei mai mari acumulatori din portofoliul companiei, 3000 mAh în cazul S7 și 3600 mAh pentru S7 Edge. Nu există posibilitatea înlocuirii acumulatorului intern de către utilizatori. 
Interfața preinstalată, Android 6.0 Marshmallow, este mai curată decât în anii trecuți, mai apropiată de ceea ce servește Google pe dispozitivele Nexus și cu un număr de aplicații proprietare semnficativ redus. Toate aceste particularități au fost introduse la cererea utilizatorilor cu scopul de a spori performanța terminalelor și de a nu sacrifica spațiu de stocare cu programe de tip bloatware. Artificii de interfață se găsesc doar pe Galaxy S7 Edge, mai precis, pe marginea ecranului curbat. Prin intermediul unui sertar virtual, care poate fi accesat cu un gest de swipe dinspre ramă spre interiorul ecranului, se accesează rapid aplicațiile favorite, contactele favorite și diverse scenarii personalizabile. În această categorie din urmă intră de exemplu posibilitatea capturării unui selfie, dar flexibilitatea este mult mai mare decât atât. În plus, în același „sertar”, dezvoltatorii terți își pot introduce propriile creații. Yahoo se numără printre primii parteneri care servesc conținut digital în acest format inovativ: scoruri sportive, prețuri la acțiuni sau chiar și știri. 
Galaxy S7 și Galaxy S7 Edge au ajuns în magazine pe data de 10 martie 2016.